# Novokalînivka, Krînîcikî
Novokalînivka (în ucraineană Новокалинівка) este un sat în comuna Malomîhailivka din raionul Krînîcikî, regiunea Dnipropetrovsk, Ucraina.

## Demografie
Componența lingvistică a localității Novokalînivka
     Ucraineană (91,55%)
     Rusă (5,63%)
     Belarusă (2,82%)
Conform recensământului din 2001, majoritatea populației localității Novokalînivka era vorbitoare de ucraineană (91,55%), existând în minoritate și vorbitori de rusă (5,63%) și belarusă (2,82%).